# Lorna Wing
Lorna Wing (Gillingham, 7 oktober 1928 – Kent, 6 juni 2014) was een Brits psychiater.

## Levensloop
Doordat ze een autistische dochter (Suzie Wing) had, werd ze betrokken bij het onderzoeken van ontwikkelingsstoornissen, speciaal pervasieve ontwikkelingsstoornissen, waar onder andere autisme en het syndroom van Asperger bij horen. Met andere ouders van autistische kinderen richtte ze in 1962 de National Autistic Society (NAS) op.
Wing schreef in 1981 Asperger syndrome: a clinical account, waarin de naam van dit syndroom voor het eerst werd gebruikt. Zij heeft door haar onderzoek onder meer waarschijnlijk gemaakt dat de extreme afzijdigheid, zoals die door Leo Kanner beschreven was, een vorm van autisme is.
In 1991 richtte Wing samen met Judith Gould het Centre for Social and Communication Disorders (Centrum voor Sociale en Communicatieve Stoornissen) van de NAS op. Dit centrum voor diagnostiek en consultatie werd later ter ere van Wing omgedoopt tot het NAS Lorna Wing Centre for Autism. Ze bleef ook na haar pensioen steeds als adviseur aan het centrum verbonden.
Haar dochter overleed in 2005 op 49-jarige leeftijd en haar hersenen werden ter beschikking gesteld aan de wetenschap. In juni 2014 stierf ze zelf op 85-jarige leeftijd.

## Werken
- Wing, L. & Gould, J. (1979), "Severe Impairments of Social Interaction and Associated Abnormalities in Children: Epidemiology and Classification", Journal of Autism and Developmental Disorders, 9, pp. 11–29.
- Wing, L. (1980). "Childhood Autism and Social Class: a Question of Selection?", British Journal of Psychiatry, 137, pp. 410–417.
- Wing, L. (1981), "Asperger's Syndrome: a Clinical Account", Psychological Medicine, 11, pp. 115–130.
- Burgoine, E. & Wing, L. (1983), "Identical triplets with Asperger's Syndrome", British Journal of Psychiatry, 143, pp. 261–265.
- Wing, L. and Attwood, A. (1987), "Syndromes of Autism and Atypical Development", in Cohen, D. & Donnellan, A. (eds.), Handbook of Autism and Pervasive Disorders, New York, John Wiley & Sons.
- Wing, L. (1991), "The Relationship Between Asperger's Syndrome and Kanner's Autism", in Frith, U. (ed.), Autism and Asperger Syndrome, Cambridge, Cambridge University Press.
- Wing, L. (1992), "Manifestations of Social Problems in High Functioning Autistic People", in Schopler, E. & Mesibov, G. (eds.), High Functioning Individuals with Autism, New York, Plenum Press.

## Lorna Winghuis
In Zoetermeer is een "Lorna Winghuis", een trainingscentrum voor mensen met een autistische stoornis van de stichting Middin.

## Autismekliniek Lorna Wing
In Deventer bevindt zich op het terrein Brinkgreven de Autismekliniek Lorna Wing, eigendom van de Dimence Groep.

## Engelse literatuur
- 1964, (en)  Autistic Children
- 1966, (en)  Physiological Measures, Sedative Drugs and Morbid Anxiety, with M.H. Lader
- 1969, (en)  Children Apart:  Autistic Children and Their Families
- 1969, (en)  Teaching Autitistic Children:  Guidelines for Teachers
- 1971, (en)  Autistic Children:  a Guide for Parents
- 1975, (en)  Early Childhood Autism:  Clinical, Educational and Social Aspects (editor)
- 1975, (en)  What is Operant Conditioning?
- 1988, (en)  Aspects of Autism: Biological Research (editor)
- 1989, (en)  Hospital Closure and the Resettlement of Residents:  Case of Darenth Park Mental Handicap Hospital
- 1995, (en)  Autistic Spectrum Disorders: an Aid to Diagnosis
- 1996, (en)  The Autistic Spectrum:  a Guide for Parents and Professionals
- 2002, (en)  Smiling at Shadows: a Mother's Journey Raising an Autistic Child (with Junee Waites, Helen Swinbourne).